# Итавомба
Округ Итавомба (англ. Itawamba County) — округ штата Миссисипи, США. Население округа на 2000 год составляло 22 770 человек. Административный центр округа — город Фултон.

## История
Округ Итавомба основан в 1836 году.

## География
Округ занимает площадь 1377,9 км².

## Демография
Согласно переписи населения 2000 года, в округе Итавомба проживало 22 770 человек (данные Бюро переписи населения США). Плотность населения составляла 16,5 человек на квадратный километр.